# Persenk
Persenk (bułg. Персенк) – schronisko turystyczne w Bułgarii, położone w paśmie górskim Rodopów, na wysokości 1750 m n.p.m. 
Schronisko to posiada około 120 miejsc. Dysponuje bogatą bazą łóżek. W pobliżu schroniska znajduje się stok narciarski. szlaki turystyczne prowadzą m.in. do szczytu Golam Persenk.